# لويز هنريكي دا سيلفا ألفيس
لويز هنريكي دا سيلفا ألفيس (بالبرتغالية: Luís Henrique da Silva Alves‏) هو لاعب كرة قدم برازيلي وكوري جنوبي في مركز الهجوم، ولد في 2 يوليو 1981 في ريو دي جانيرو في البرازيل. لعب مع جونبك هيونداي موتورز وسوون سامسونغ بلووينغز ونادي الإمارات ونادي الشباب ونادي بالميراس ونادي ساو كايتانو ونادي فاسكو دا غاما.

## وصلات خارجية
- لويز هنريكي دا سيلفا ألفيس على موقع دوري كوريا الجنوبية (الإنجليزية)
- لويز هنريكي دا سيلفا ألفيس على موقع قاعدة بيانات كرة القدم.إي يو (الإنجليزية)
- لويز هنريكي دا سيلفا ألفيس على موقع Soccerway.com (الإنجليزية)